# Luma
Luma is een personage uit de Mario-reeks.

## Karakteromschrijving
Een Luma is een dikke ster met meestal zwarte ogen. Hij kan zweven. Ze vergezellen vaak Rosalina overweg. Luma's verschenen voor het eerst in Super Mario Galaxy. Allemaal helpen ze Mario om Princess Peach te redden van Bowser.

## Soorten Luma's
Er zijn verschillende soorten Luma's, in verschillende kleuren. Hieronder staat een lijst met Luma's en wat informatie erover:
- Yellow Luma: Een gele Luma die kan transformeren in een Lanceerster of een Sling Star. Een Lanceerster kan Mario naar een andere planeet lanceren en een Sling Star gooit Mario in de lucht. In Super Mario Galaxy 2 verschijnt er ook een grotere gele Luma genaamd Giant Luma.
- Red Luma: Rode Luma die kan transformeren in een Red Star. Een Red Star zorgt ervoor dat Mario transformeert in Flying Mario. Hierdoor kan Mario vliegen.
- Blue Luma: Blauwe Luma die kan transformeren in een Pull Star. Hierdoor krijgt Mario een kracht die hij eerder nooit had.
- Pink Luma: Roze Luma die kan transformeren in nieuwe planeten of nieuwe sterrenstelsels (Galaxies).
- Hungry Luma: Crèmekleurige Luma die altijd honger heeft. Wanneer hij verschijnt, heeft hij trek in een bepaald aantal Star Bits. Wanneer Mario hem het aantal Star Bits geeft, verandert de Hungry Luma in een planeet.
- Green Luma: Groene Luma's zijn de bewakers van de Trial Galaxies. Ze kunnen ook transformeren in groenkleurige Power Stars.
- Lumalee: Lichtblauwe Luma die Mario een 1-Up Mushroom of Life Mushroom geeft wanneer Mario hem 30 Star Bits geeft. Lumalee verschijnt als een komisch personage in de film The Super Mario Bros. Movie uit 2023, ingesproken door Juliet Jelenic in de originele versie en Lucille Dierick in de Vlaamse nasynchronisatie.
- Purple Luma: Een paarse Luma die Mario informatie geeft over de Pretkometen ze laat bewegen tussen sterrenstelsels.
- Polari: Een zwarte Luma die Rosalina vergezelt en Mario toegang geeft tot de Melkweg.
- Co-Star Luma: Een oranje Luma die de tweede speler begeleidt als Super Mario Galaxy 2 met twee spelers wordt gespeeld.
- Lubba: Een dikke, paarse Luma en leider van de Luma's. Hij draagt een blauwe broek, en is tevens de eigenaar van Starship Mario. Hij verschijnt in Super Mario Galaxy 2, waar hij Mario diverse informatie geeft. Hij kan de speler van alles uitleggen. Zelfs wanneer de batterij van de Wii-afstandsbediening leeg is, waarschuwt Lubba de speler de batterij snel te vervangen, want de batterij zou ineens op kunnen raken wanneer Mario zich op een gevaarlijke plek bevindt. Vaak wanneer de speler Game Over krijgt, en terugkeert naar Starship Mario (de plek waar de Luma's wonen), zegt Lubba: "You've been through a lot lately, huh? Maybe you should take a little break for a while".

## Spellen met Luma's
- Super Mario Galaxy - Wii (2007)
- Mario & Sonic op de Olympische Spelen: Beijing 2008 - Wii (2008)
- Mario Kart Wii - Wii (2008)
- Mario & Sonic op de Olympische Winterspelen: Vancouver 2010 - Nintendo DS (2010)
- Super Mario Galaxy 2 - Wii (2010)
- Fortune Street - Wii (2011)
- Mario & Sonic op de Olympische Spelen: Londen 2012 - Nintendo 3DS (2012)
- Mario Tennis Open - Nintendo 3DS (2012)
- Super Mario 3D World - Wii U (2013)
- Super Smash Bros. for Wii U - Wii U (2013)
- Super Smash Bros. for Nintendo 3DS - Nintendo 3DS (2014)
- Mario & Sonic op de Olympische Winterspelen: Sotsji 2014 - Wii U (2014)
- Mario & Sonic op de Olympische Spelen: Rio 2016 - Nintendo 3DS, Wii U (2016)
- Super Smash Bros. Ultimate - Nintendo Switch (2018)